# Ótanes

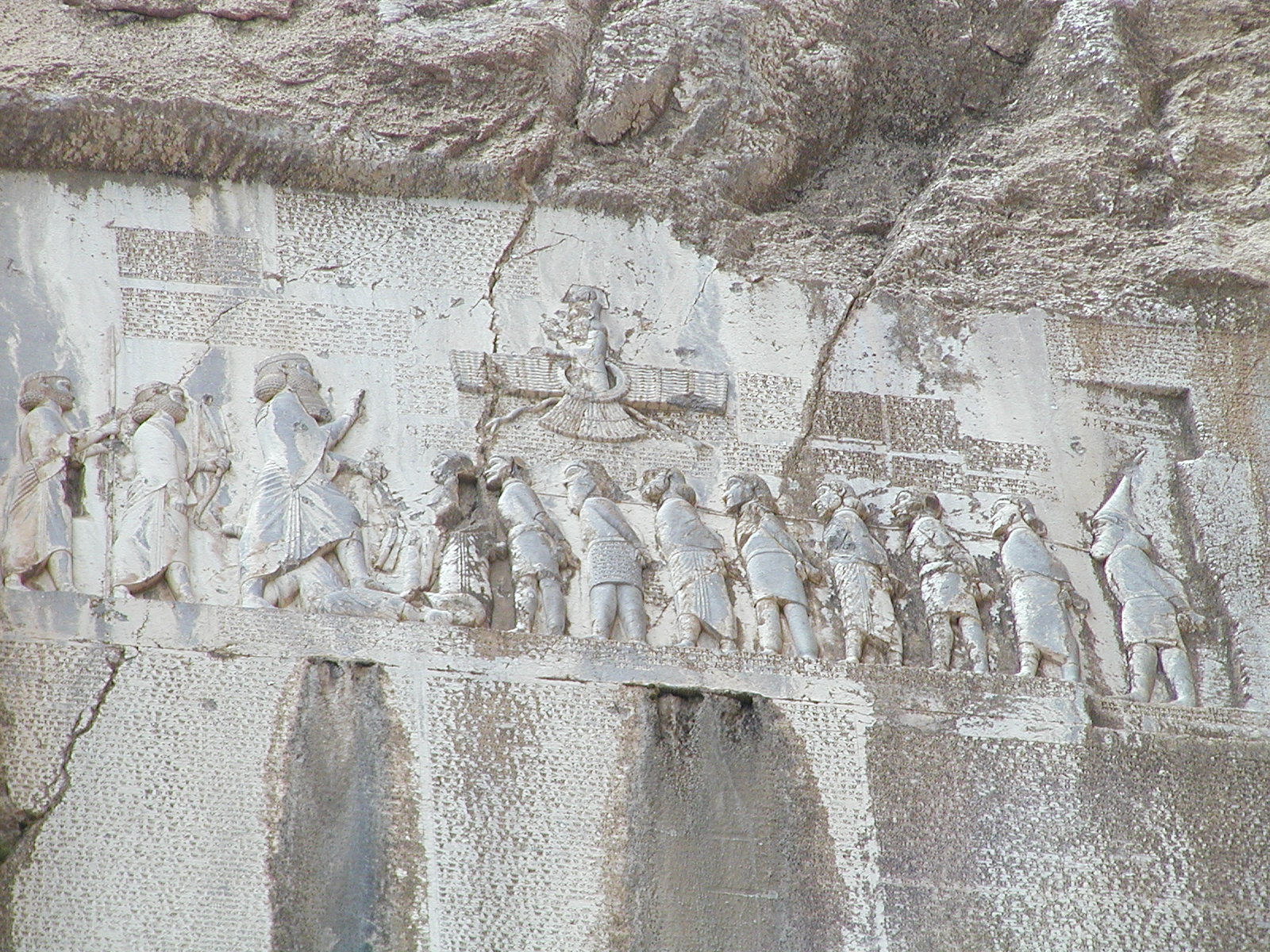
Inscripción trilingüe (persa, elamita y acadio) de Behistún en Irán tallada en una roca. Dario nombra a Ótanes entre sus aliados.

Ótanes (lang-peo]] antiguo Utâna) fue un noble persa que hacia el 522 a. C. apoyó a Darío I en su ascensión al trono. Miembro de la familia aqueménida , era hijo de Farnaspes y hermano de Cassandane, esposa del rey Ciro II el Grande y madre de Cambises II y Esmerdis. Cerca del 517 a. C. sirvió como sátrapa de Lidia.

## Contexto histórico
En marzo del 522 a. C., un mago llamado Gaumata obtuvo el poder en el imperio persa haciéndose pasar por Esmerdis, el hermano del rey Cambises II. Gaumata pudo hacerlo, ya que el Esmerdis verdadero había sido secretamente asesinado por orden de su hermano. Cambises marchó inmediatamente contra el usurpador, pero murió antes de llegar a Persia. El falso Esmerdis pudo así gobernar.
Según el historiador griego Heródoto de Halicarnaso, Ótanes fue el primero en sospechar del engaño. Gracias a su hija, quien era una de las mujeres del falso rey, averiguó finalmente que se trataba del mago. Ótanes invitó a Aspatines y Gobrias a tratar el asunto. Juntos decidieron compartir el secreto con otros tres conspiradores: Hidarnes, Intafrenes y Megabizo I. Estaban todos haciendo planes cuando llegó Darío I y se les añadió. Convenció a los otros de que lo mejor era actuar inmediatamente, no esperar como había propuesto Ótanes. Así, el 29 de septiembre del 522 a. C., mataron al falso Esmerdis.

## Sus diferencias con Darío
Heródoto nos cuenta que tras el asesinato, discutieron cuál era la mejor forma de gobernar Persia. Ótanes propuso la democracia, Megabizo la oligarquía y Darío la monarquía. Los otros cuatro se unieron a Darío, convirtiéndose en nuevo rey. Ótanes escogió quedar al margen recibiendo su familia derechos especiales.
Es posible que Ótanes hubiera pensado en él mismo para ocupar el trono. Tres cosas nos hacen pensar en esta dirección. En primer lugar fue el iniciador de la conspiración. En segundo lugar tuvo ideas opuestas a las de Darío en dos ocasiones (esperar o atacar y democracia o monarquía). Y en tercer lugar, Ótanes tenía razones de peso para reclamar el trono al ser hermano de la reina de Ciro II, Casandane, y padre de Fedimia, la reina de Cambises y el falso Esmerdis (el derecho al trono de Darío se basaba en el hecho de pertenecer a una rama menor de la familia real, los aqueménidas.
Sea como fuere, Ótanes prefirió dejar el camino libre a Darío, quien le honró casándose con su hija Fedimia, de tal forma que su gobierno quedaba más legitimado. Ótanes se casó con una hermana de Darío. Probablemente la pareja tuvo por hija Amestris, quien se casaría años más tarde con Jerjes I.

## Sátrapa de Lidia
Que el rey confiaba en Ótanes lo prueba el hecho de que ordenara a su suegro, quien probablemente servía como sátrapa de Lidia, que conquistara la isla griega de Samos. La isla había carecido de un líder fuerte desde que un anterior sátrapa lidio, Oretes, había ejecutado a Polícrates de Samos. El nuevo gobernante pro-persa sería un hombre llamado Silosonte, hermano de Polícrates.
En el 513 a. C. se nombró nuevo sátrapa en Lidia, Artafernes. Ótanes había probablemente fallecido.
Tuvo un hijo, Patiramfes, quien sirvió como conductor del carro de Jerjes durante su campaña en Grecia.